# NBA 2K13
NBA 2K13 è un videogioco di basket NBA sviluppato da Visual Concepts, successore di NBA 2K12 nella serie NBA 2K, e che è stato pubblicato da 2K Sports il 2 ottobre 2012 in America Settentrionale ed il 5 ottobre in Europa. Il gioco è utilizzabile con Xbox 360, PlayStation Portable, PlayStation 3, Microsoft Windows, Wii U e Wii.
Kevin Durant degli Oklahoma City Thunder, Blake Griffin dei Los Angeles Clippers, e Derrick Rose dei Chicago Bulls saranno gli atleti in copertina.